# Verity Lambert
Verity Ann Lambert (Londres, 27 de noviembre de 1935 - ibidem, 22 de noviembre de 2007), fue una productora inglesa de cine y televisión. Es conocida por ser la productora fundadora de la serie de ciencia ficción Doctor Who, un programa que se ha convertido en parte de la cultura popular británica, y por su asociación con Thames Television. Entre sus muchos títulos destacan Adam Adamant Lives!, The Naked Civil Servant, Rock Follies, Minder, Widows, G.B.H., Jonathan Creek y Love Soup.
Lambert comenzó a trabajar en televisión en los años cincuenta, y continuó trabajando de productora hasta el mismo año de su muerte. Tras abandonar la BBC en 1969, trabajó para otras compañías, notablemente para Thames Television y su rama de Euston Films, en los setenta y ochenta. También trabajó para la industria del cine, para EMI Films, y desde 1985 llevando su propia productora, Cinema Verity.
El sitio web Screenonline del British Film Institute describe a Lambert como "una de esos productores que suelen lograr crear un universo fascinante en la pequeña pantalla a partir de un simple guion y media docena de actores agradables".
Al principio de la carrera de Lambert, había muy pocas mujeres productoras en Gran Bretaña. Cuando se le asignó Doctor Who en 1963 era la productora más joven trabajando en la BBC, y también la única mujer productora de dramáticos. El sitio web del museo de radiodifusión de comunicaciones la alaba "no sólo como una de las mujeres de negocios líderes de Gran Bretaña, sino posiblemente el miembro más poderoso de la industria de entretenimiento de la nación... Lambert ha servido como símbolo de los avances ganados por la mujer en los medios". Falleció junto el día anterior al 44 aniversario del estreno de Doctor Who.

## Primeros años de carrera en la televisión independiente
Lambert nació en Londres, hija de un contable judío, y educada en la Roedean School. Dejó Roedean a los dieciséis y estudió en la Sorbona en París durante un año, y el colegio de secretarias en Londres durante dieciocho meses. Después dijo que fue su profesor de inglés quién le inspiró su interés en los aspectos de estructura y caracterización del guion. El primer trabajo de Lambert fue mecanografiar menús en el Hotel Kensington De Vere, que la contrató porque había estado en Francia y sabía francés. En 1956, entró en la industria de televisión como secretaria de la oficina de prensa en Granada Television. Fue despedida de este empleo a los seis meses.

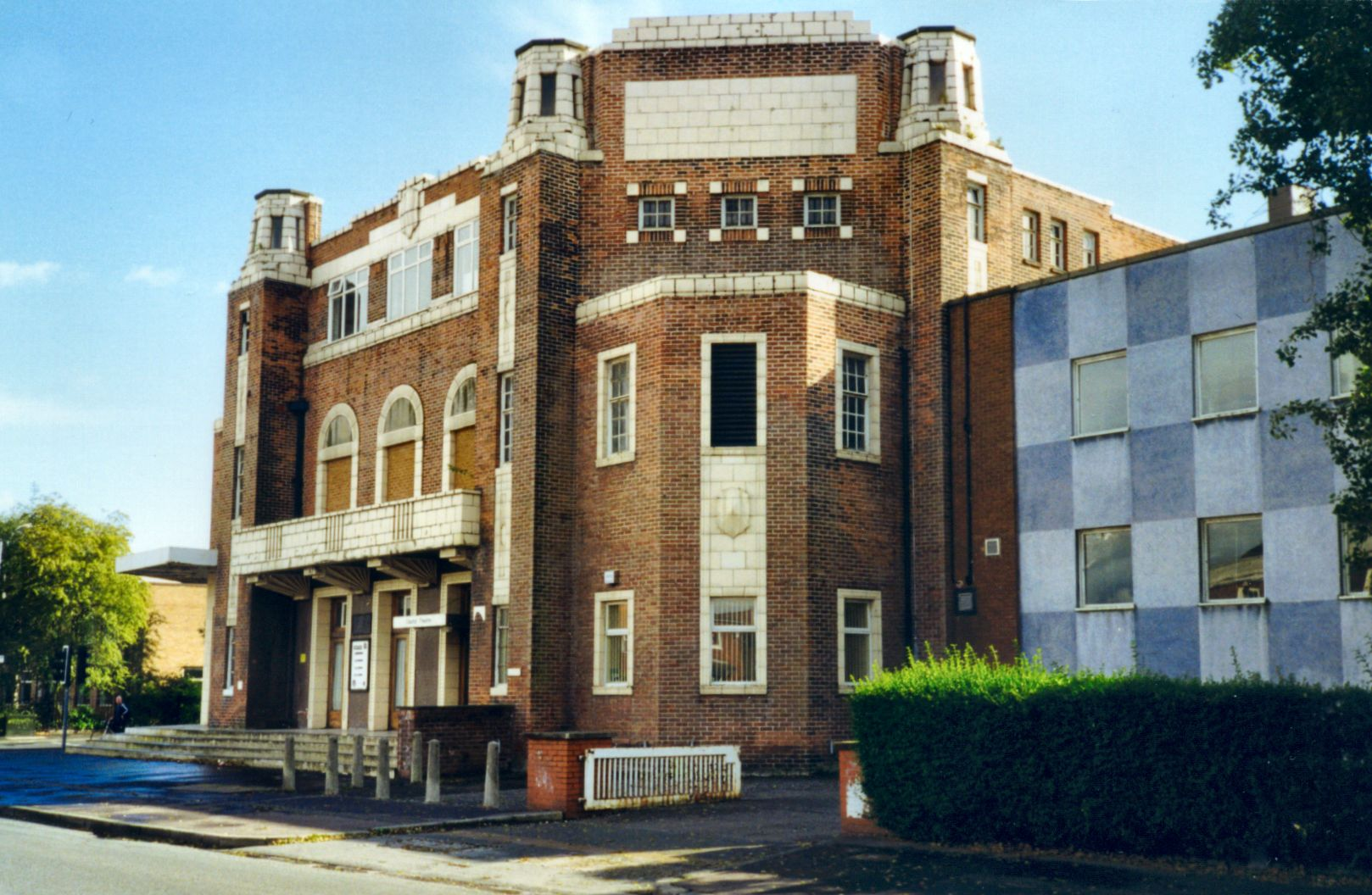
Estudios de ABC Television en Didsbury, Mánchester, donde Lambert trabajó a finales de los cincuenta.

Tras ser despedida de Granada, Lambert aceptó un trabajo como taquígrafa en la ABC Television. Pronto se convirtió en la secretaria de la dirección de drama de la compañía, y después en secretaria de producción trabajando en un programa titulado State Your Case. Después pasó de administración a producción, trabajando en programación de dramáticos en la popular serie de la ABC Armchair Theatre. En esta época, el programa era supervisado por el nuevo director de dramáticos de la compañía, el productor canadiense Sydney Newman.
En la televisión en directo de esta época podían ocurrir incidentes catastróficos. El 30 de noviembre de 1958, mientras Lambert era asistente de producción en el programa, un actor murió durante la emisión de Underground, y ella tuvo que asumir la responsabilidad de dirigir las cámaras desde el control de producción mientras el director Ted Kotcheff trabajaba con los actores a pie de estudio para amortiguar la pérdida.
En 1961, Lambert abandonó la ABC, pasando un año trabajando como asistente personal del productor de televisión estadounidense David Susskind en la productora independiente Talent Associates, en Nueva York. Al volver a Inglaterra, regresó a la ABC con la ambición de dirigir, pero se quedó atascada como asistente de producción, y decidió que si no avanzaba en un año, abandonaría la carrera de la televisión.

## Carrera en la BBC
En diciembre de 1962, Sydney Newman abandonó la ABC para aceptar el cargo de director de dramáticos en BBC Television, y al año siguiente Lambert se unió a él en la corporación. Newman la había reclutado para producir Doctor Who, un programa que él había iniciado personalmente. Concebido por Newman como una serie de ciencia ficción educativa para niños, el programa trataba las aventuras de un viejo áspero que viajaba por el espacio y el tiempo con sus a veces indispuestos compañeros en la TARDIS.  El programa era un riesgo, y en algunos pasillos no se esperaba que durara más de trece semanas.
Aunque Lambert no era la primera elección de Newman para producir la serie, Don Taylor y Shaun Sutton ya habían rechazado el trabajo, estuvo muy entusiasta al asegurarse que Lambert aceptara el trabajo tras su experiencia trabajando con ella en la ABC. En 1993 declaró a Doctor Who Magazine: "Creo que lo mejor que hice allí fue encontrar a Verity Lambert. Recordaba que Verity era brillante y estaba llena de bulliciosa juventud. Tenía agallas y solía enfrentarse y discutir conmigo, a pesar de que no estaba en un nivel muy alto como asistente de producción".
Cuando Lambert llegó a la BBC en junio de 1963, inicialmente se le asignó un productor asociado de más experiencia, Mervyn Pinfield, para que le ayudara. Doctor Who debutó el 23 de noviembre de 1963 y rápidamente se convirtió en un éxito para la BBC, sobre todo con la popularidad de las criaturas alienígenas conocidas como los Daleks. El superior de Lambert, el director de seriales Donald Wilson, había aconsejado enérgicamente no utilizar el guion en el que los Daleks aparecieron por primera vez, pero tras la exitosa emisión del serial, dijo que Lambert conocía la serie claramente mejor que él, y que no volvería a interferir más en sus decisiones. El éxito de Doctor Who y los Daleks también le dio atención mediática a Lambert. En 1964, el Daily Mail publicó un artículo sobre la serie enfocado en la atractividad de su joven productora: "La operación de los Daleks ... es conducida por una mujer remarcadamente atractiva llamada Verity Lambert quien, a sus 28 años, no solo es la más joven, sino también la única mujer productora de dramáticos en BBC TV ...  Alta, morena y estilizada, ella se mostró prohibitiva positivamente cuando sugerí que quizá algún día los Daleks conquistaran a Dr. Who.
Lambert supervisó las dos primeras temporadas del programa, finalmente marchándose en 1965. "Llega un momento en que una serie necesita nuevas fuentes", dijo a Doctor Who Magazine treinta años más tarde. "No es que no tuviera cariño a Doctor Who, simplemente sentí que había llegado. Habían sido dieciocho meses de mucha concentración, en torno a setenta programas. Sé de gente que hace seriales eternos, pero sentí que Doctor Who necesitaba que llegar alguien con un enfoque diferente".
Ella se iría a producir otro programa para BBC creado por Newman, la serie de acción y aventura Adam Adamant Lives! (1966-1967). El largo periodo de desarrollo de Adam Adamant retrasó su producción, y durante este retraso Newman le dio para producir los primeros episodios de una nueva teleserie, The Newcomers. Otras producciones para la BBC incluyeron una temporada de la serie dramática de crímenes Detective (1968-1969) y una serie de 26 capítulos de adaptaciones de las historias de William Somerset Maughan (1969). Durante este periodo, mencionaron a Lambert en Monty Python's Flying Circus, en el sketch de 1969 Buying a Bed que presentaba a dos dependientes llamados Sr. Verity y Sr. Lambert.
En 1969, abandonó la BBC para unirse a London Weekend Television, donde produjo Budgie (1970-1972) y Between the Wars (1973). En 1974 regresó a la BBC por libre para producir Shoulder to Shoulder, una serie de teatros de 75 minutos sobre el movimiento sufragista de principios del siglo XX.

## Thames Television y Euston Films

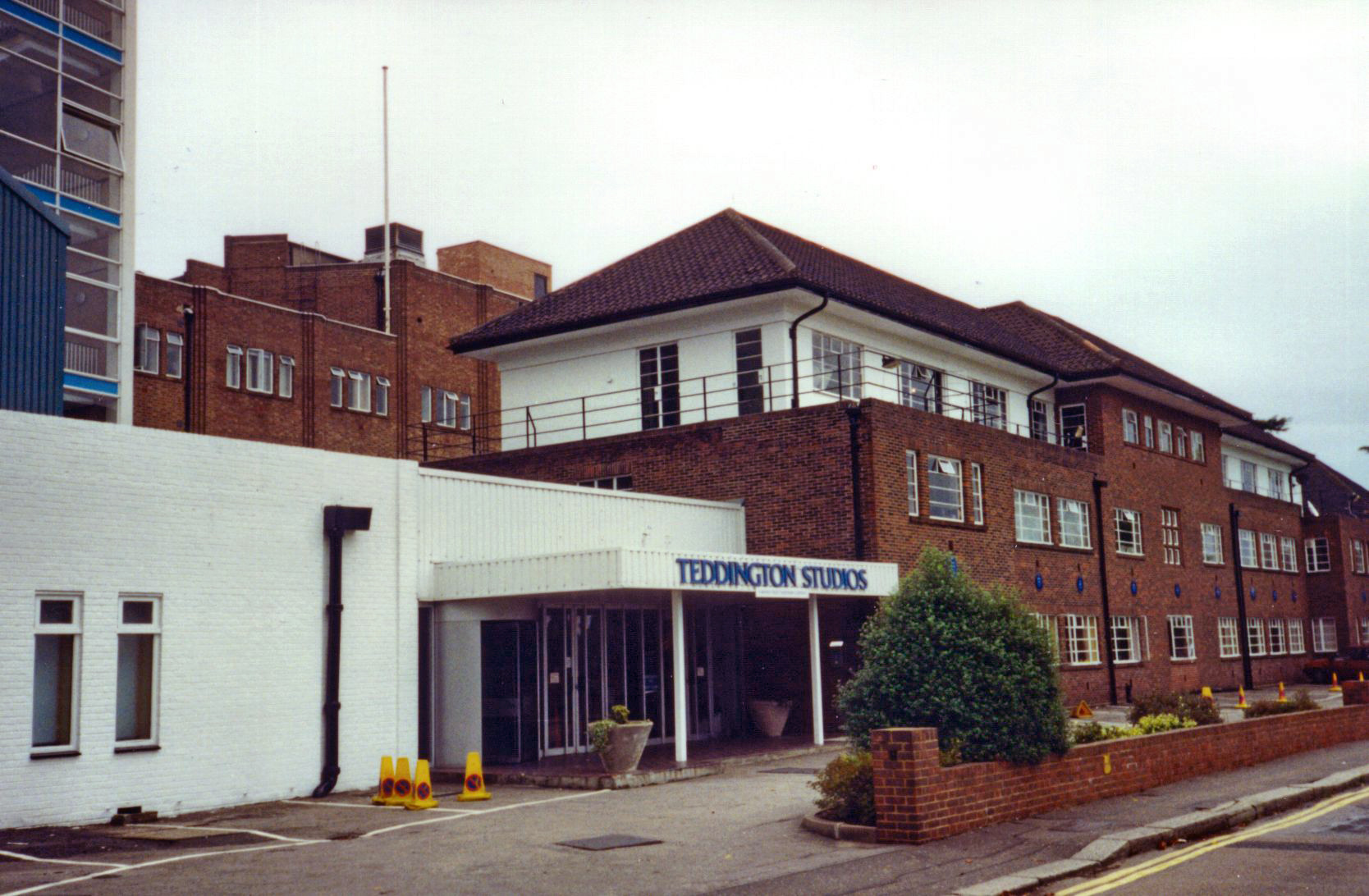
Teddington Studios en Londres, donde se produjeron en los setenta varios dramas de Thames Television supervisados por Lambert, como Rock Follies.

Después en 1974, Lambert se convirtió en directora de dramáticos en Thames Television, compañía sucesora de sus antiguos empleadores en ABC. Durante su tiempo en esta posición, supervisó varias contribuciones de alto presupuesto y éxito para la ITV como The Naked Civil Servant (1975), Rock Follies (1976-1977), Rumpole of the Bailey (1978-1992) y Edward and Mrs Simpson (1978). En 1976 también fue responsable de supervisar el trabajo de Euston Films, la productora cinematográfica subsidiaria de Thames, en esa época conocida como productora de The Sweeney. En 1979 se dedicó a tiempo completo a Euston como productora ejecutiva principal de la compañía, supervisando producciones como Quatermass (1979), Minder (1979-1994) y Widows (1983).
En Thames y Euston, Lambert disfrutó del periodo más sostenido de éxito de crítica y público de su carrera. The Naked Civil Servant ganó un BAFTA para su estrella John Hurt, así como un Broadcasting Press Guild Award y un premio en el Prix Italia; Rock Follies ganó un BAFTA y un Royal Television Society Award, mientras que Widows también consiguió nominaciones a los BAFTA, y audiencias de más de 12 millones de espectadores, algo inusual para un serial dramático, y siguió adquiriendo espectadores durante sus seis semanas de emisión.
El historiador de televisión Lez Cook describió de Lambert en control del departamento de dramáticos en Thames como "un periodo de aventura para la compañía, demostrando que no sólo la BBC era capaz de producir dramáticos televisivos progresivos durante los setenta. Lambert quería que Thames produjera series dramáticas que de una forma y otra tocaran los problemas modernos y la vida, una ambición que reflejaba la filosofía de su mentor Sydney Newman". Howard Schuman, guionista de Rock Follies, también alabó posteriormente la valentía de la dirección de Lambert. "Verity Lambert acababa de llegar como directora de dramáticos en Thames TV y había llegado para romper", dijo al periódico The Observer en 2002. "Se encargó de un serial, Jennie: Lady Randolph Churchill, por seguridad, pero también de Bill Brand uno de los dramas políticos más innovadores de la historia, y nosotros... Antes de que hubiéramos terminado siquiera de hacer la primera serie, Verity ya se estaba encargando de la segunda".
La asociación de Lambert con Thames y Euston Films continuó en los ochenta. En 1982, se reunió con el equipo de la compañía principal Thames Television como directora de drama, y se le dio un sitio en la mesa de dirección de la compañía. En noviembre de 1982, abandonó Thames, pero permaneció como jefa de producción en Euston hasta que se marchó en noviembre del año siguiente para tomar su primer puesto en la industria del cine, como directora de producción de EMI Films. Su trabajo allí fue algo frustrante, ya que la industria del cine británico estaba en uno de sus periódicos estados de cambio, pero logró producir algunos títulos notables, incluyendo la película de 1986 Clockwise con John Cleese.
Lambert después expresó un cierto arrepentimiento de su época en la industria del cine en un artículo del periódico The Independent. "Desafortunadamente, la persona que me contrató se marchó, y la persona que le sustituyó no quería producir películas y no me quería a mí. Aunque logré hacer algunas películas de las que sentirme orgullosa - Dreamchild de Dennis Potter y Clockwise con John Cleese - fue terriblemente duro, y no fue una experiencia muy feliz".
Verity Lambert tuvo una silla en la mesa de producción en el British Film Institute entre 1981 y 1982.

## Cinema Verity
A finales de 1985, Lambert abandonó Thorn EMI, frustrada por la falta de éxito y las medidas de reestructuración llevadas a cabo por la compañía, y estableció su propia productora independiente, Cinema Verity. La primera producción de la compañía fue la película de 1988 Un grito en la oscuridad, protagonizada por Sam Neill y Meryl Streep basada en el caso del "bebé dingo" en Australia. La primera serie de televisión de Cinema Verity, la comedia de situación de BBC1 May to December debutó en 1989 y se emitió hasta 1994. La compañía también produjo otra sitcom de éxito para BBC1, So Haunt Me, que se produjo de 1992 a 1994.
Lambert fue productora ejecutiva del duro serial dramático de Alan Bleasdale G.B.H. para Channel 4 en 1991, que ganó la aclamación de la crítica y varios premios. La relación de Lambert con Bleasdale no fue completamente suave, sin embargo, el escritor admitió en entrevistas posteriores que "quiso matar a Verity Lambert" después de que ella insistiera en cortar grandes trozos del primer borrador del guion antes de que empezara la producción. Sin embargo, posteriormente Bleasdale admitió que ella tenía razón en la mayoría de los cortes, y cuando la producción terminó solo echó de menos una pequeña escena de todas las que ella había pedido que se cortaran.
Una producción de menos éxito de Cinema Verity, y el más notable resbalón en la carrera de Lambert, fue la telenovela Eldorado, una coproducción con la BBC ambientada en una comunidad de expatriados en España. En esa época fue el encargo más caro que la BBC había hecho a una productora independiente. Lanzada con una campaña publicitaria masiva y emitida en un espacio de alto rendimiento tres noches semanales en BBC1, la serie fue despedazada por la crítica y solo duró un año, de 1992 a 1993. La biografía de Lambert en Screenonline sugiere algunos motivos para este fracaso: "Con las facilidades de producción en exteriores y un evidente esfuerzo en darle un genuino sabor contemporáneo, la cara teleserie europea de Lambert Eldorado sugería un grado de ambición ... del que el enfermo equipo no se dio cuenta, y el potencial interés en el tema se convirtió en un melodrama inverosímil. El argumento de Eldorado era decepcionantemente pomposo. Como resultado, el tema de la comunidad de expatriados al sur de España y su medio fue explotado en lugar de explorado". Otros críticos, incluso una década después de la cancelación del programa, fueron muchísimo más duros, como los comentarios de Rupert Smith en 2002 en The Guardian como ejemplo típico: "Una farsa de 10 millones de libras que hizo que tiraran tomates a la BBC y puso a un gran número de miembros de Equity de vuelta al hoyo... siempre se la recordará como el fracaso más caro de todos los tiempos".
A principios de los noventa, Lambert intentó conseguir los derechos para producir Doctor Who independientemente para la BBC. Sin embargo, no tuvo éxito porque la corporación ya estaba en negociaciones con el productor Philip Segal en los Estados Unidos. Proyectos de Cinema Verity que no alcanzaron la producción incluyen Sleepers y The Cazalets, la última coproducida por la actriz Joanna Lumley, cuya idea era adaptar las novelas de Elizabeth Jane Howard.
Lambert continuó trabajando como productora independiente fuera de su propia compañía. Produjo la popular serie de drama y comedia para BBC One Jonathan Creek, del escritor David Renwick, incluso cuando consiguió el papel para su segunda temporada en 1998. Desde entonces hasta 2004, produjo dieciocho episodios del programa a lo largo de cuatro temporadas cortas, más dos especiales navideños. Renwick y ella colaboraron también en otra comedia dramática, Love Soup, protagonizada por Tamsin Greig y emitida en BBC One en el otoño de 2005.
En 1973, Lambert se casó con el director de televisión Colin Bucksey (un hombre diez años más joven que ella), pero el matrimonio se hundió en 1984, y se divorciaron en 1987. No tuvo hijos, y en una ocasión le dijo a un entrevistador: "No soporto a los niños... No, me encantan los niños siempre que sus padres se los lleven". En 2000, dos de sus producciones, Doctor Who y The Naked Civil Servant, terminaron tercera y cuarta respectivamente en una encuesta del British Film Institute sobre los 100 mejores programas de televisión británicos del siglo XX.

## Legado
En la lista de honores de Año Nuevo en 2002, Lambert fue nombrada Oficial de la Orden del Imperio Británico por sus servicios a la producción de cine y televisión, y ese mismo año recibió el premio Alan Clarke de los BAFTA por su sobresaliente contribución a la televisión. Falleció de cáncer cinco días antes de su 72.º cumpleaños. Iban a entregarle el premio a toda una vida en los Premios Femeninos de Cine y Televisión el mes siguiente. Su último trabajo fue producir la segunda temporada de Love Soup. Una dedicación a su memoria aparecería en el primer episodio, emitido el 1 de marzo de 2008.
En el episodio de 2007 de Doctor Who titulado Naturaleza Humana, el Doctor (como John Smith) refiere que sus padres se llaman Sydney y Verity, un homenaje a Newman y Lambert. Se le dio otro homenaje en el especial El fin del tiempo cuando el Doctor visita a la bisnieta de la matrona Joan Redford de Naturaleza Humana (interpretada por la misma actriz, Jessica Hynes), el amor al que renunció para recuperar sus recuerdos de Señor del Tiempo. Este personaje se llamó Verity Newman. Y en el día de Navidad, se incluyó en el especial El viaje de los condenados una dedicatoria a su memoria al final del episodio.
Un documental extraoficial creado por dos estudiantes (Thomas Cowell & Joey Guy) titulado "Verity: Hombres, prostitutas y Daleks" trataba sobre Verity y contaba sus esfuerzos en colocar Doctor Who en televisión. Se enfoca en su relación con Sydney Newman y concluye en que contratarla fue lo mejor que él hizo jamás.
En el DVD de 2008 de The Time Meddler, además del último comentario que hizo antes de su muerte, también se incluye un minidocumental titulado Verity Lambert Obituary, descrito como "un ensayo conciso echando la vista atrás a la carrera de una de los co-creadores de Doctor Who".

## Filmografía
- Doctor Who (1963-1965), productora
- Adam Adamant Lives! (1966-1967), productora
- Detective (1968), productora
- Take Three Girls (1969), productora
- W. Somerset Maugham (1969-1970), productora
- Budgie (1971), productora
- Between the Wars (1973), productora
- The Silver Mask (1973), productora
- A.D.A.M. (1973), productora
- Achilles Heel (1973), productora
- After Loch Lomond (1973), productora
- Shoulder to Shoulder: Sylvia Pankhurst (1974), productora
- The Naked Civil Servant (1975), productora ejecutiva
- Rock Follies (1976), productora ejecutiva
- Couples (1976), productora ejecutiva
- The Norman Conquests (1977), productora
- ITV Playhouse: Roadrunner (1977), productora ejecutiva
- The Sailor's Return (1978), productora ejecutiva
- Charlie Muffin (1979), productora ejecutiva
- Quatermass (1979), productora ejecutiva
- The Knowledge (1979), productora ejecutiva
- A Performance of Macbeth (1979), productora ejecutiva
- Fox: King Billy (1980), productora ejecutiva
- The Flame Trees of Thika (1981), productora ejecutiva
- Saigon: Year of the Cat (1983), productora
- The Nation's Health (1983), productora ejecutiva
- Reilly: Ace of Spies (1983), productora ejecutiva
- Widows (1983), productora ejecutiva
- Minder (1979-1984), productora ejecutiva
- Morons from Outer Space (1985), productora ejecutiva
- Clockwise (1986), productora ejecutiva
- Link (1986), productora ejecutiva
- Evil Angels (A Cry in the Dark)[32] (1988), productora
- Ruleta americana (1988), productora ejecutiva
- Coasting: Offshore (1990), productora
- G.B.H. (1991), productora ejecutiva
- Sleepers (1991), productora ejecutiva
- Boys from the Bush (1991), productora
- Eldorado (1992), productora
- Comics (1993), productora
- Class Act (1994), productora
- Heavy Weather (1995), productora
- Temp (1995), productora
- She's Out (1995), productora
- A Perfect State (1997), productora ejecutiva
- Jonathan Creek (1998-2004), productora
- The Cazalets (2001), productora
- Love Soup (2005-2008), productora

| Predecesor: — | Productor de Doctor Who 1963-1965 | Sucesor: John Wiles |